# Marcia Neugebauer
Marcia Neugebauer (Nova York, 27 de setembre de 1932, Nova York) és una prominent geofísica que ha fet contribucions en l'àmbit de la física espacial. Les seves recerques estan entre les primeres que han permés establir mesures directes del vent solar per ajudar a entendre la seva física i la interacció amb els cometes.
Marcia Neugebauer va néixer a Nova York. Va obtenir una llicenciatura en física de la Universitat de Cornell el 1954, seguit d'un mestratge en física a la Universitat d'Illinois a Urbana en 1956.
Neugebauer va ser investigadora de la sonda analitzadora de plasma Mariner 2 que va fer les primeres mesures extenses del vent solar i el descobriment de les seves propietats. També va desenvolupar instruments analítics que van orbitar la Terra, alguns es van fer servir a la lluna pels astronautes Apollo i altres que van volar a l'encontre del cometa de Halley en el marc de la missió europea Giotto.
Com a científica va participar en moltes missions espacials durant la seva llarga carrera a la NASA. Ha ocupat diversos llocs de direcció al Jet Propulsion Laboratory, com el de Directora de la Secció de Física i Física de l'Espai, directora de l'equip d'estudi de Mariner Mark II, científica en els projectes Rangers 1 i 2 i el Programa espacial CRAF (en anglés Comet Rendezvous Asteroid Flyby, significa Sobrevol d'asteroides i trobament amb el cometa).
Ha exercit com a presidenta de la Unió Americana de Geofísica 1994-1996 i ha estat l'editora en cap de la revista Reviews of Geophysics. També va presidir la secció Comitè Solar i Física Espacial de l'Acadèmia Nacional de Ciències.

## Premis i honors
El 1967, el Museu de Ciència i Indústria de Califòrnia va nomenar Marcia Neugebauer Dona científica de l'any de Califòrnia («California Woman Scientist of the Year»). Ha rebut nombrosos premis de la NASA, incloent el Premi Excepcional d'Assoliment Científic, el Premi a la Medalla de Lideratge Destacat i la Medalla del Servei Distingit, que és la màxima distinció atorgada per la NASA. El 1997 va ingressar al WITI Hall of Fame, Women in Technology International. El 1998 va rebre un doctorat honorari en física per la Universitat de New Hampshire. El 2004, va rebre el Premi William Kaula i, el 2010, va rebre el Premi Medal Arctowski de l'Acadèmia Nacional de Ciències.